# Jane Lapotaire
Jane Lapotaire, född 26 december 1944 i Ipswich, Suffolk, England, är en brittisk skådespelare. 
Lapotaire är mest känd för sina Edith Piaftolkningar, såväl på scen som TV. Det var i rollen som Marie Curie (1977) som hon första gången fick större uppmärksamhet. År 1978 spelade hon Édith Piaf i Pam Gems pjäs Piaf i regi av Howard Davies för Royal Shakespeare Company i Stratford-upon-Avon och senare i London och på Broadway för vilken hon vann en Tony Award för Bästa skådespelerska i en pjäs. Hon var gift med filmregissören Roland Joffe mellan åren 1971 och 1980. De fick även en son tillsammans.
År 2000 drabbades Lapotaire av en hjärnblödning när hon arbetade i Frankrike.

## Filmografi (urval)
- 1977 – Marie Curie (TV-serie)
- 1986 – Lady Jane
- 2000 – Det finns bara en Jimmy Grimble
- 2019 – The Crown (TV-serie)

## Teater

### Roller
| År   | Roll   | Produktion                        | Regi               | Teater                         |
| ---- | ------ | --------------------------------- | ------------------ | ------------------------------ |
| 1962 | Sophie | David Copperfield Charles Dickens | Anthony Richardson | Arts Theatre, Ipswich, England |